# Delta1 Gruis
Delta1 Gruis (42 Gruis) é uma estrela na direção da constelação de Grus. Possui uma ascensão reta de 22h 29m 16.15s e uma declinação de −43° 29′ 44.0″. Sua magnitude aparente é igual a 3.97. Considerando sua distância de 296 anos-luz em relação à Terra, sua magnitude absoluta é igual a −0.82. Pertence à classe espectral G6/G8III.